# Jacques Meyran
Pour les articles homonymes, voir Meyran.
Jacques Édouard Vladimir Moundlic, connu sous le nom de scène Jacques Meyran (né le 2 février 1912 à Paris 17e, où il est mort le 29 août 1989), est un acteur français. Il est surtout connu comme raconteur d'histoires dans les cabarets parisiens.

## Théâtre
- 1936 : Tempêtes sur les côtes d'André Birabeau, Théâtre de l'Etoile
- 1936 : Dame nature d'André Birabeau, mise en scène Paulette Pax, Théâtre de l'Œuvre
- 1966 : L'Homme qui laisse pleuvoir de Marc Brandel, mise en scène Christian-Gérard, Théâtre 347
- 1976 : Marianne... ne vois-tu rien venir? de Pierre-Jean Vaillard et Christian Vebel, mise en scène Jacques Ardouin, Théâtre des Deux Ânes
- 1977 : Aux ânes citoyens ! de Christian Vebel et Jacques Bodoin, mise en scène Jacques Ardouin, Théâtre des Deux Ânes

## Filmographie

### Cinéma
- 1942 : Dernier Atout de Jacques Becker
- 1942 : Frédérica de Jean Boyer
- 1943 : Le Brigand gentilhomme d'Émile Couzinet
- 1944 : La Collection Ménard de Bernard-Roland
- 1947 : Antoine et Antoinette de Jacques Becker
- 1951 : La vie est un jeu de Raymond Leboursier
- 1951 : Les Petites Cardinal de Gilles Grangier
- 1951 : Le Passage de Vénus de Maurice Gleize
- 1955 : La Tour de Nesle d'Abel Gance
- 1958 : La Chatte de Henri Decoin

## Opérettes
- 1962 : Rêve de valse à Mogador, opérette d'Oscar Straus, avec Marcel Merkes et Paulette Merval. Jacques Meyran dans le rôle de Joachim.

## Discographie
- Histoires de Paris. Le Tour d'histoires de Jacques Meyran, au piano François Babault. Decca.
- À la Villa d’Este 1, 1958 Pacific ref. 90 295 B
- À la Villa d’Este 2, 1958 Pacific ref. 90 296 B
- Anthologie de la chanson paillarde (vol. 1/2/3/4/5/6) - Orchestration et direction musicale Jean Bernard. Interprétée par Jacques Meyran, Mouloudji, Robert Dalban, Danièle Évenou, Christian Méry, Armand Mestral, Louis Navarre, Les Octaves, Marie-Thérèse Orain, Liliane Patrick, Disques BAM LD 5855.
- J'vais t'causer sicologie patate, Label JAG, distribué par Compagnie européenne du disque, vinyle 7"[2]

## Publication
- Qu'y dit le gars ! : Histoires et blagues, illustrées par Carbonnier, préface de Fernand Gravey.